# Liste der Orte im Kreis Düren

Der Kreis Düren in Nordrhein-Westfalen gliedert sich in 15 Kommunen, darunter fünf Städte.

## GemeindeAldenhoven
- Aldenhoven mit Pützdorf
- Dürboslar
- Engelsdorf
- Freialdenhoven
- Langweiler (Wüstung)
- Neu-Pattern
- Niedermerz mit Weiler Hausen
- Obermerz (Wüstung)
- Schleiden mit Weiler Langweiler
- Siersdorf

## KreisstadtDüren
- Arnoldsweiler
- Birgel
- Birkesdorf
- Derichsweiler;
- Düren-Innenstadt mit Distelrath, Düren-Nord, Satellitenstadt, Grüngürtel, Rölsdorf
- Echtz-Konzendorf
- Gürzenich
- Hoven
- Lendersdorf-Berzbuir-Kufferath
- Mariaweiler
- Merken
- Niederau-Krauthausen

## StadtHeimbach
- Blens
- Düttling
- Hasenfeld
- Hausen
- Heimbach
- Hergarten
- Vlatten

## GemeindeHürtgenwald
- Bergstein
- Brandenberg
- Gey
- Großhau
- Horm
- Hürtgen
- Kleinhau
- Raffelsbrand
- Schafberg
- Simonskall
- Straß
- Vossenack
- Zerkall

## GemeindeInden
- Frenz
- Inden/Altdorf
- Lamersdorf
- Lucherberg
- Pier
- Schophoven (mit Weiler Viehöven)

## StadtJülich
- Altenburg
- Barmen
- Bourheim
- Broich
- Daubenrath
- Güsten
- Jülich
- Kirchberg
- Koslar
- Mersch
- Merzenhausen
- Lich-Steinstraß
- Pattern
- Selgersdorf
- Stetternich
- Welldorf (mit Serrest)

## GemeindeKreuzau
- Bogheim
- Boich
- Drove
- Kreuzau inkl. Schneidhausen
- Leversbach
- Obermaubach inkl. Schlagstein
- Stockheim
- Thum
- Üdingen
- Untermaubach inkl. Bilstein
- Winden inkl. Bergheim und Langenbroich

## GemeindeLangerwehe
- D’horn
- Geich
- Hamich
- Heistern
- Jüngersdorf
- Langerwehe
- Luchem
- Merode
- Obergeich
- Pier
- Schlich
- Schönthal
- Stütgerloch
- Wenau

## StadtLinnich
- Boslar
- Ederen
- Floßdorf
- Gereonsweiler
- Gevenich
- Glimbach
- Hottorf
- Kofferen
- Körrenzig
- Linnich
- Rurdorf
- Tetz
- Welz

## GemeindeMerzenich
- Bürgewald
- Girbelsrath
- Golzheim
- Merzenich
- Morschenich

## StadtNideggen
- Abenden
- Berg-Thuir
- Brück
- Embken
- Muldenau
- Nideggen
- Rath
- Schmidt
- Wollersheim

## GemeindeNiederzier
- Berg
- Ellen
- Hambach
- Huchem-Stammeln
- Krauthausen
- Niederzier
- Oberzier
- Selhausen

## GemeindeNörvenich
- Binsfeld
- Dorweiler
- Eggersheim
- Eschweiler über Feld
- Frauwüllesheim mit Isweiler
- Hochkirchen
- Irresheim
- Nörvenich
- Oberbolheim
- Pingsheim
- Poll
- Rath
- Rommelsheim
- Wissersheim

## GemeindeTitz
- Ameln
- Bettenhoven
- Gevelsdorf
- Hasselsweiler
- Höllen
- Hompesch
- Jackerath
- Kalrath
- Mündt
- Müntz
- Opherten
- Ralshoven
- Rödingen
- Sevenich
- Spiel
- Titz

## GemeindeVettweiß
- Disternich
- Froitzheim mit Frangenheim
- Ginnick
- Gladbach mit Mersheim
- Jakobwüllesheim
- Kelz
- Lüxheim
- Müddersheim
- Sievernich
- Soller
- Vettweiß mit Kettenheim